# Carbonylsulfide
Carbonylsulfide is een anorganische koolstofverbinding, met als brutoformule COS. Het is een kleurloos gas met de onprettige geur van rotte eieren. Het is een lineaire molecule dat bestaat uit een carbonylgroep, waarbij het koolstofatoom via een dubbele binding is verbonden met een zwavelatoom. Carbonylsulfide kan worden beschouwd als een hybride verbinding van koolstofdioxide en koolstofdisulfide. Bij verbranding kunnen koolstofmonoxide en zwaveldioxide vrijkomen.
De stof blijkt een katalysator te zijn bij de vorming van peptiden uit aminozuren.